# Oligognathus bonelliae
Oligognathus bonelliae är en ringmaskart som beskrevs av Spengel 1882. Oligognathus bonelliae ingår i släktet Oligognathus och familjen Oenonidae. Arten har ej påträffats i Sverige. Inga underarter finns listade i Catalogue of Life.